# Rhynchosia bracteata
Rhynchosia bracteata är en ärtväxtart som beskrevs av John Gilbert Baker. Rhynchosia bracteata ingår i släktet Rhynchosia och familjen ärtväxter. Inga underarter finns listade i Catalogue of Life.